# Anaphes crassipennis
Anaphes crassipennis är en stekelart som beskrevs av Soyka 1946. Anaphes crassipennis ingår i släktet Anaphes och familjen dvärgsteklar. Inga underarter finns listade i Catalogue of Life.